# Manavok

Helyek, ahol a manavok Törökországban élnek

A manavok vagy manav törökök letelepedett, hanafi szunnita török nép, amely Anatólia északnyugati részén él (oszmán írásmód: مناو, romanizáltan: manav). Marek Stachowski és különböző nyelvészek szerint az „m-” szókezdő előtag atipikus a török nyelvre, és a „manav” szó eredete nem világos. Bár a „manav” nem felel meg a modern török nyelv fonetikai szabályainak, hangszerkezete hasonló a török nyelvek kipcsak-tatár dialektusaihoz. Feltételezik, hogy a „manav” kifejezés vagy a balkáni nyelvekből került át a törökbe, vagy fordítva. Ha török eredetű, akkor valószínűleg a kipcsak-tatár nyelvekből származik.
A török települések ebben a régióban már jóval a hidzsri naptár szerint 700, a Gergely-naptár szerint pedig 1300 előtt is léteztek. Ez arra utal, hogy a manavok áttérése a mozgásszegény életmódra nagyon régre nyúlik vissza. A régióban dokumentált néhány hangváltozás is a kipcsakok befolyására utal a manavok eredetében.
A manavokat, akik túlnyomórészt Sakarya, Bilecik, Balıkesir, Bursa, Yalova, Çanakkale, Kocaeli, Eskişehir, Bolu és Düzce tartományokban élnek, „yerli”-nek (helyieknek) is nevezik. A letelepedett manavok Sakarya és İzmit lakosságának mintegy 60%-át teszik ki; a Balkánról (Rumélia) és a Kaukázusból bevándorolt törökök körülbelül 20%-ot, a belső migráció révén más városokból a régióba költözöttek pedig további 20%-ot. A régió ipari fejlődése miatt a belső migráció megnőtt, de a százalékos arány az elmúlt években csak körülbelül 5–10%-kal változott.
Adil Yılmaz manav származású régész és történész azt állítja, hogy a mai manav törökök a kipcsakok-kunok (török népek) leszármazottai, akiket a 13. században biztonsági okokból a Nikaiai Császárság telepített le a keleti határra. Elmondása szerint III. Ióannész nikaiai császár a kipcsakok lakta területet ütközőzónaként használta a keletről érkező esetleges támadások – a rum szeldzsukok, türkmének és mongolok – ellen, amikor szövetséget kötött Konstantinápoly visszafoglalására a keresztesektől.

## Fordítás
Ez a szócikk részben vagy egészben  a   Manavs című angol Wikipédia-szócikk ezen változatának fordításán alapul.  Az eredeti cikk szerkesztőit annak laptörténete sorolja fel. Ez a jelzés csupán a megfogalmazás eredetét és a szerzői jogokat jelzi, nem szolgál a cikkben szereplő információk forrásmegjelöléseként.